# Daniel Arnon
Daniel Arnon (Varsovia, 14 de noviembre de 1910-Berkeley,  20 de diciembre de 1994), fue un bioquímico y fisiólogo vegetal estadounidense de origen polaco. Profundizó en el estudio científico de la nutrición de las plantas y de la fotosíntesis, el proceso mediante el cual las plantas convierten la energía de la luz del Sol en energía química. Fue el primero en reproducir el proceso fotosintético fuera de una célula viva.

## Carrera
Estudió en la Universidad de Berkeley, California, donde se licenció en 1932. Después de obtener el título de doctor en 1936, fue nombrado profesor de fisiología celular. Entre 1958 y 1978 trabajó como bioquímico en la Estación Agrícola Experimental de la Universidad.

## Éxitos laborales
Sus primeros trabajos se ocuparon de las necesidades nutricionales de las plantas. Descubrió que el vanadio y el molibdeno son micronutrientes —nutrientes absorbidos por las plantas en cantidades muy pequeñas— que resultan esenciales en el crecimiento y el metabolismo de las algas, el primero, y de estas y de las plantas superiores, el segundo.
Su trabajo más conocido se centró en la fotosíntesis. En 1954 sus colegas y él utilizaron componentes de las hojas de las espinacas para realizar la fotosíntesis en ausencia total de células. Ese experimento ayudó a explicar cómo las células de las plantas asimilan el dióxido de carbono, un componente necesario en la fotosíntesis, y cómo forman adenosín trifosfato (ATP), una molécula que actúa como transportador de energía.
- Datos: Q323030